# جولي ميرفي (مؤلفة)
جولي ميرفي (بالإنجليزية: Julie Murphy)‏ (8 نوفمبر 1985)؛ كاتِبة وروائية أمريكية.

## روابط خارجية
- جولي ميرفي على موقع IMDb (الإنجليزية)